# Christina Dieckmann
Christina Dieckmann Jiménez (sinh ngày 22 tháng 4 năm 1977) là một người mẫu, nữ diễn viên người Venezuela, người tham gia Hoa hậu Venezuela 1997, nơi cô giành được một cơ hội để đi đến Hoa hậu Thế giới. Sau đó, cô trở thành người mẫu và đã làm việc cho nhiều chiến dịch quảng cáo ở Venezuela, Mỹ và Brazil, bao gồm cả Diet Pepsi. Cô cũng đã xuất hiện trong một loạt các vở kịch xà phòng như Cibele ở Seus Olhos  ở Brazil và Dama y Obrero (2013 telenovela) ở Hoa Kỳ và trong nhiều vở opera xà phòng khác.

## Telenigsas
- Amantes de Luna Llena (2000) với vai Bárbara
- Gata Salvaje (2002) với vai Estrella Marina Gutiérrez
- Qué buena se puso Lola! (2004) với tư cách là chính mình
- Seus Olhos (2004) trong vai Cibele
- Se solicita príncipe azul (2005) là Victoria
- Y los Decaro marido y tees (2006) với tên Eloína Diaz
- Toda una dama (2007) với vai Valeria Aguirre
- Un esposeo para Estela (2009) với vai Jennifer Noriega Roldán de Alberti
- Dama y obrero (American telenovela) (2013) với vai Karina Cuervo